# Albert Costa
Albert Costa Casals (født 25. juni 1975 i Lleida, Spanien) er en pensioneret spansk tennisspiller, der blev professionel i 1993 og indstillede sin karriere i 2006. Han nåede igennem sin karriere at vinde tolv single- og én doubletitel, og hans højeste placering på ATP's verdensrangliste var en sjetteplads, som han opnåede i juli 2002.

## Grand Slam
Costas bedste Grand Slam-resultat i singlerækkerne kom ved French Open, som han vandt i 2002, efter en finalesejr over landsmanden Juan Carlos Ferrero i fire sæt.

## OL
Costa deltog første gang ved de olympiske lege i 1996 i Atlanta, hvor han stilled op i single.  Han var sjetteseedet og besejrede canadieren Sébastien Lareau i første runde, men tabte derpå i anden runde til brasilianeren Fino Meligeni og var dermed ude af turneringen. 
Han stillede også op ved OL 2000 i Sydney, denne gang både i single og herredouble. I single var han femtendeseedet, men tabte allerede i første runde til Kevin Ullyett fra Zimbabwe. I double spillede han sammen med Alex Corretja, og de vandt først over et argentinsk, dernæst over et tjekkisk og et hviderussisk par. I semifinalen tabte de til australierne Todd Woodbridge og Mark Woodforde, men i kampen om bronzemedaljerne vandt de over sydafrikanerne David Adams og John-Laffnie de Jager.